# عبد الرحمن بن خالد بن الوليد
عبد الرحمن بن خالد بن الوليد المخزومي القرشي (3 ق هـ - 46 هـ/ 618م - 666م): من صغار الصحابة، وهو من أبناء الصحابي والقائد العسكري المسلم خالد بن الوليد.أدرك النبي ﷺ ورآه، ومات النبي وهو فتاً يافعاً. اشترك في معركة اليرموك، وكان على كردوس من كراديس وهو ابن ثماني عشرة.
سكن حمص، وكان يستعمله معاوية بن أبي سفيان على غزو الروم في خلافة عمر بن الخطاب. ولاه عثمان بن عفان ولاية حمص، وكان معه لواء معاوية يوم صفين.مات عبد الرحمن سنة ست وأربعين، قتله ابن أثال النصراني بالسم بحمص.

## نسبه
- أبوه : خالد بن الوليد بن المغيرة بن عبدالله بن عمر بن مخزوم بن يقظة بن مرة بن كعب بن لؤي بن غالب بن فهر بن مالك بن قريش بن كنانة.
- أمه : أسماء بنت أنس بن مدرك ابن كعيب بن عَمْرو بن سعد بن عَوْف بن العَتِيك بن حارثة بن عامر بن تَيْم الله - اللات - بن مُبَشِّر بن أَكْلَب بن ربيعة بن عِفْرس بن جلف بن أفتل وهو خثعم بن أنمار.[10][11]